# Mentzelia candelariae
Mentzelia candelariae är en brännreveväxtart som beskrevs av H.J. Thompson och B.A. Prigge. Mentzelia candelariae ingår i släktet Mentzelia och familjen brännreveväxter. Inga underarter finns listade i Catalogue of Life.